# Sciaenidae
Famille
Les Sciaenidés (Sciaenidae) forment une famille de poissons perciformes regroupant environ 275 espèces dans 70 genres.

## Liste des genres
Selon World Register of Marine Species (21 déc. 2019) :
- genre Aplodinotus Rafinesque, 1819
- genre Argyrosomus De la Pylaie, 1835
- genre Aspericorvina Fowler, 1934
- genre Atractoscion Gill, 1862
- genre Atrobucca Chu, Lo & Wu, 1963
- genre Austronibea Trewavas, 1977
- genre Bahaba Herre, 1935
- genre Bairdiella Gill, 1861
- genre Boesemania Trewavas, 1977
- genre Cheilotrema Tschudi, 1846
- genre Chrysochir Trewavas & Yazdani, 1966
- genre Cilus Delfin, 1900
- genre Collichthys Günther, 1860
- genre Corvula Jordan & Eigenmann, 1889
- genre Ctenosciaena Fowler & Bean, 1923
- genre Cynoscion Gill, 1861
- genre Daysciaena Talwar, 1970
- genre Dendrophysa Trewavas, 1964
- genre Elattarchus Jordan & Evermann, 1896
- genre Eques Bloch, 1793
- genre Equetus Rafinesque, 1815
- genre Genyonemus Gill, 1861
- genre Isopisthus Gill, 1862
- genre Johnius Bloch, 1793
- genre Kathala Lal Mohan, 1969
- genre Larimichthys Jordan & Starks, 1905
- genre Larimus Cuvier, 1830
- genre Leiostomus Lacepède, 1802
- genre Lonchurus Bloch, 1793
- genre Macrodon Schinz, 1822
- genre Macrospinosa Lal Mohan, 1969
- genre Megalonibea Chu, Lo & Wu, 1963
- genre Menticirrhus Gill, 1861
- genre Micropogonias Bonaparte, 1831
- genre Miichthys Lin, 1938
- genre Miracorvina Trewavas, 1962
- genre Nebris Cuvier, 1830
- genre Nibea Jordan & Thompson, 1911
- genre Odontoscion Gill, 1862
- genre Ophioscion Gill, 1863
- genre Otolithes Oken, 1817
- genre Otolithoides Fowler, 1933
- genre Pachypops Gill, 1861
- genre Pachyurus Agassiz, 1831
- genre Panna Lal Mohan, 1969
- genre Paralonchurus Bocourt, 1869
- genre Paranebris Chao, Béarez & Robertson, 2001
- genre Paranibea Trewavas, 1977
- genre Pareques Gill, 1876
- genre Pennahia Fowler, 1926
- genre Pentheroscion Trewavas, 1962
- genre Plagioscion Gill, 1861
- genre Pogonias Lacepède, 1801
- genre Protonibea Trewavas, 1971
- genre Protosciaena Sasaki, 1989
- genre Pseudotolithus Bleeker, 1863
- genre Pteroscion Fowler, 1925
- genre Pterotolithus Fowler, 1933
- genre Robaloscion Béarez & Schwarzhans, 2013
- genre Roncador Jordan & Gilbert, 1880
- genre Sciaena Linnaeus, 1758
- genre Sciaenops Gill, 1863
- genre Seriphus Ayres, 1860
- genre Sonorolux Trewavas, 1977
- genre Stellifer Oken, 1817
- genre Totoaba Villamar, 1980
- genre Umbrina Cuvier, 1816

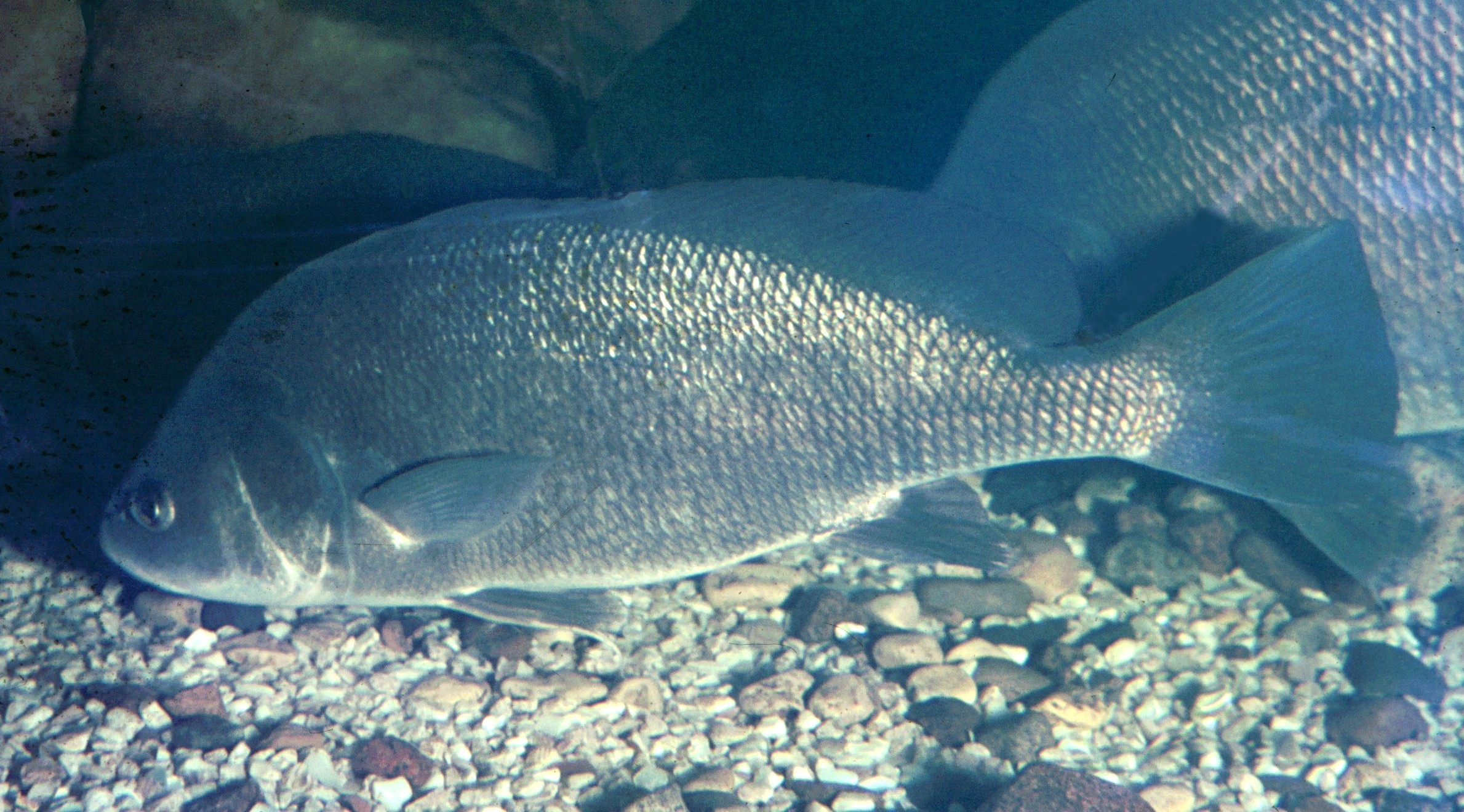
Aplodinotus grunniens
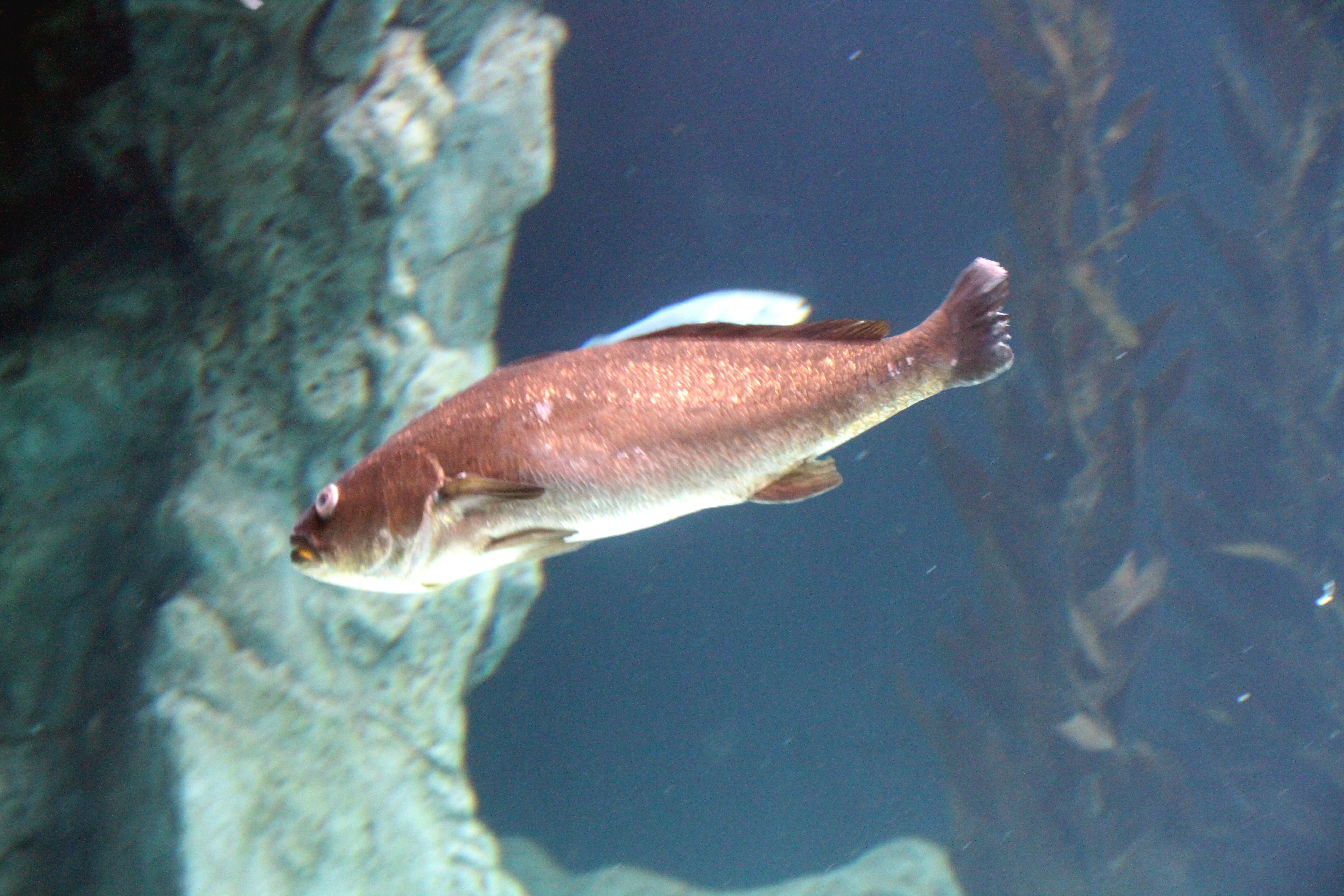
Argyrosomus regius
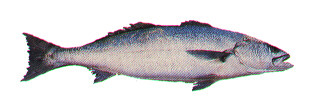
Atractoscion nobilis
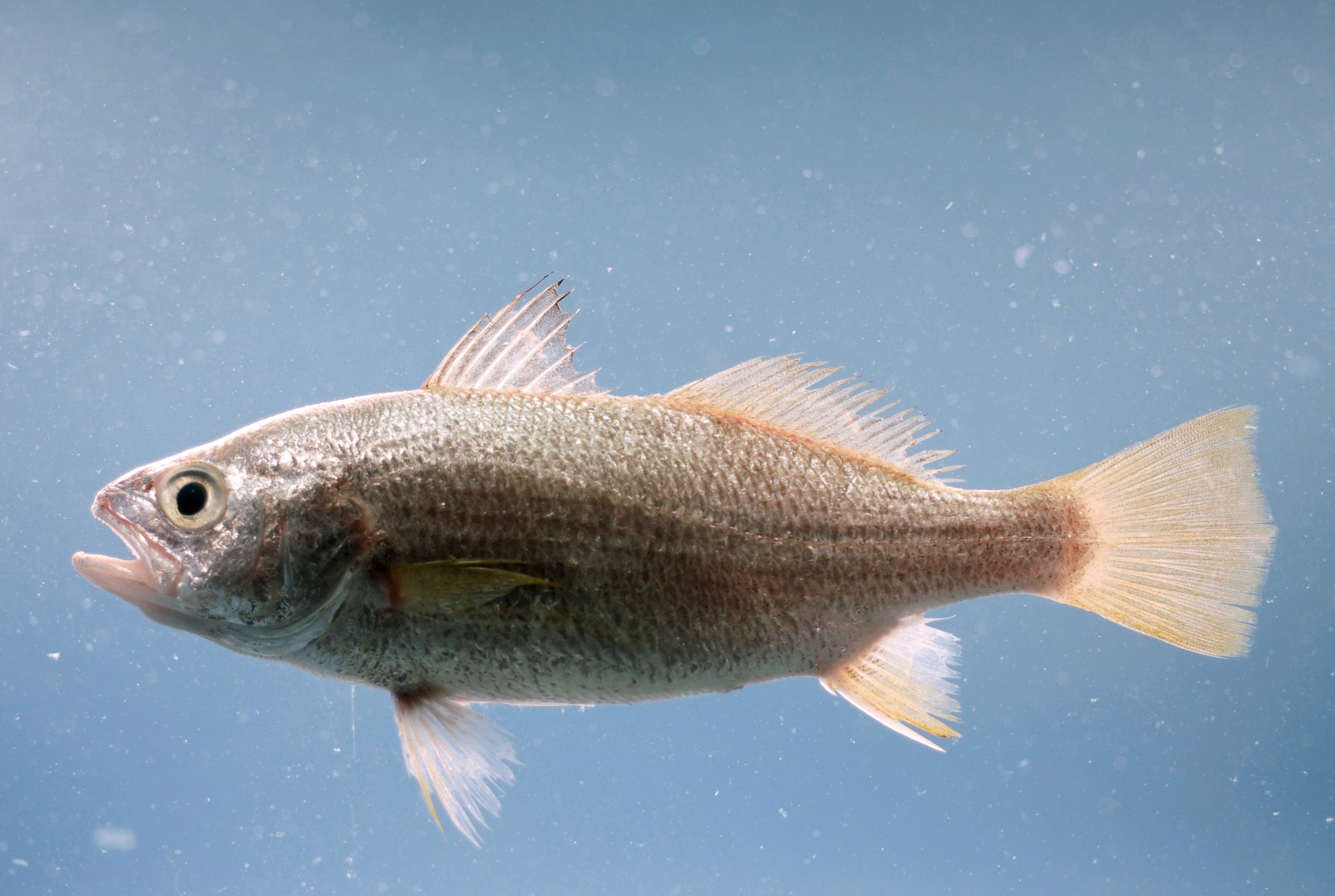
Bairdiella chrysoura
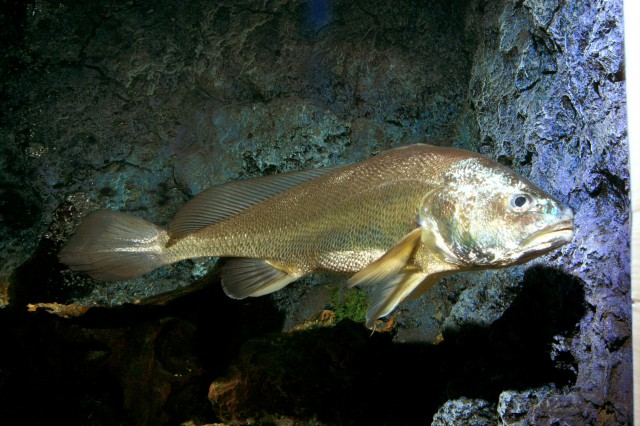
Boesemania microlepis
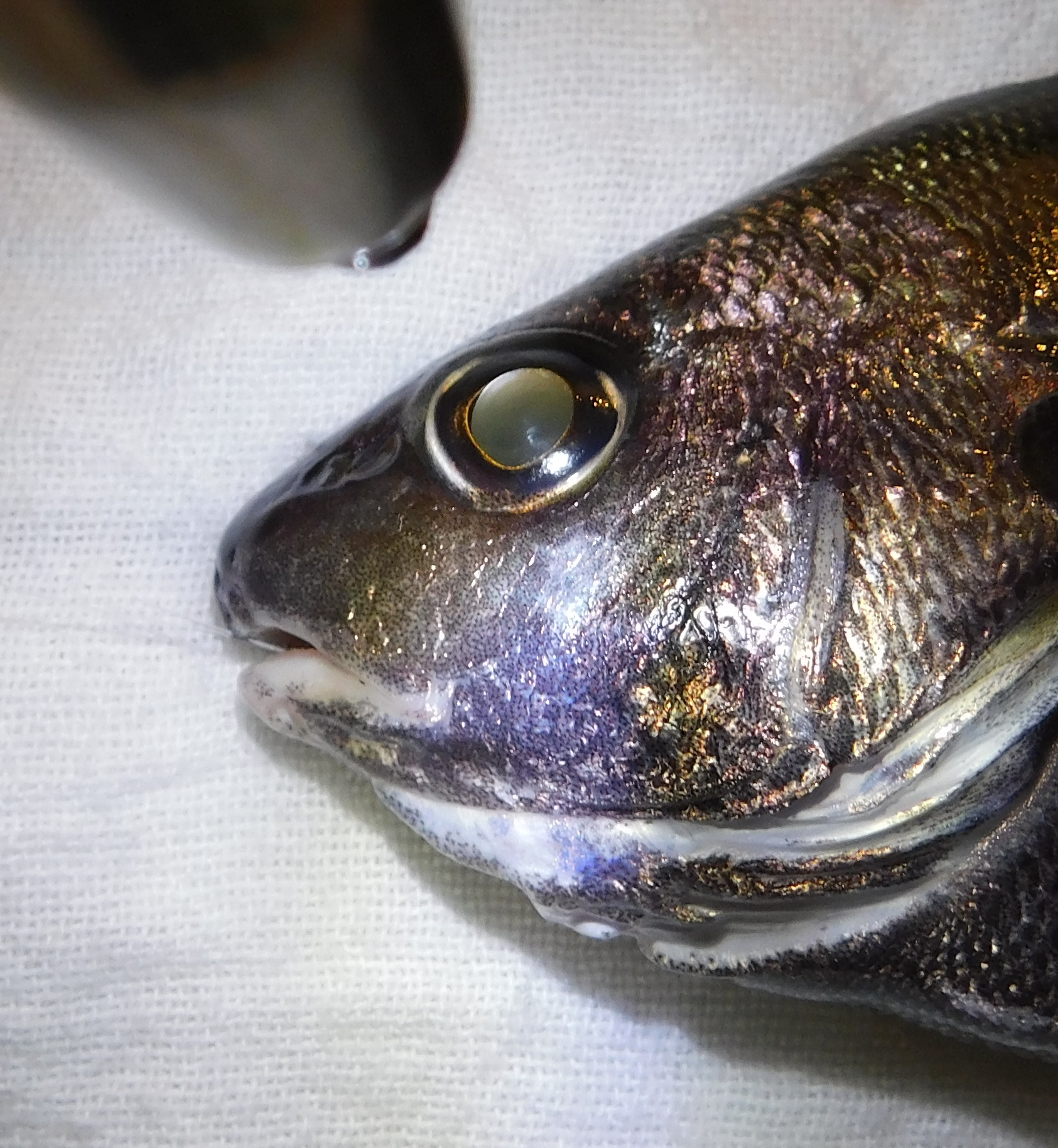
Cheilotrema saturnum
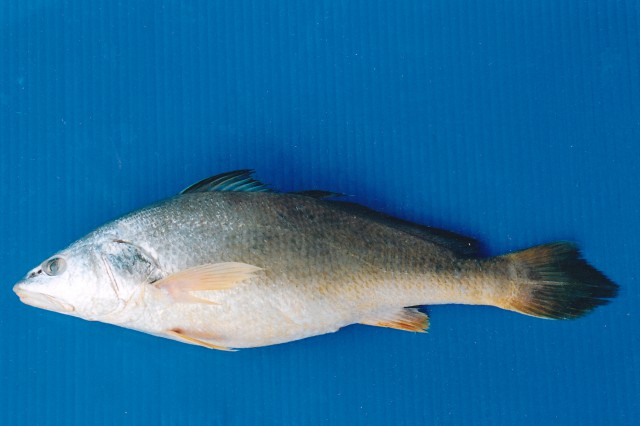
Chrysochir aureus
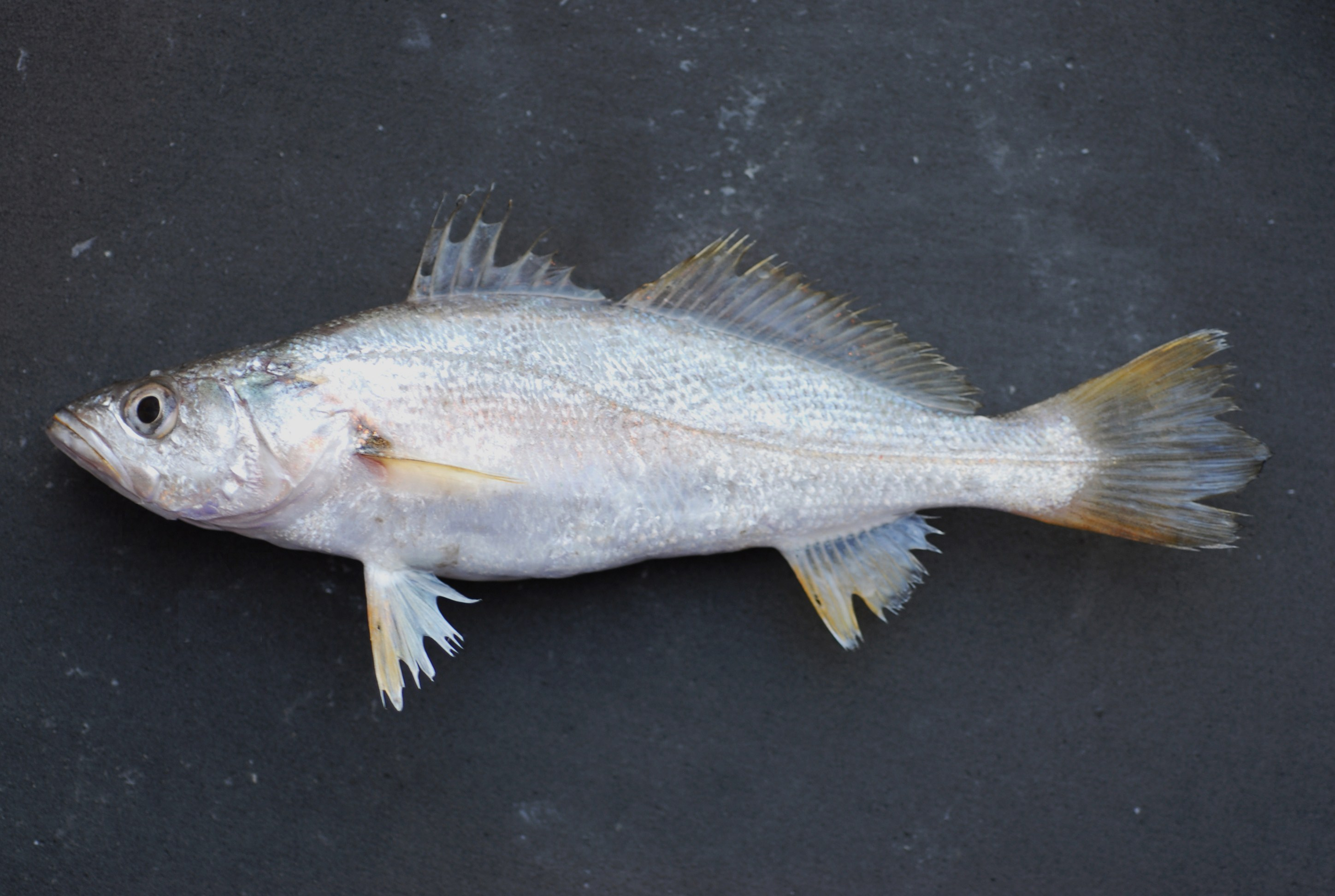
Cynoscion arenarius
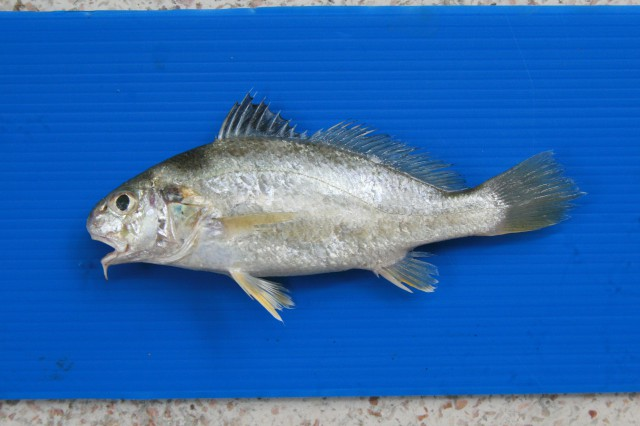
Dendrophysa russelii
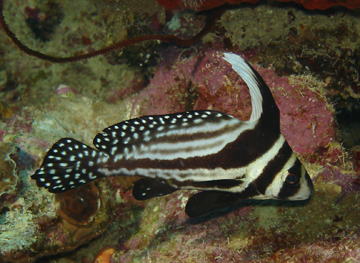
Equetus punctatus
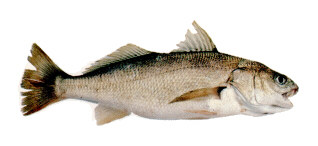
Genyonemus lineatus
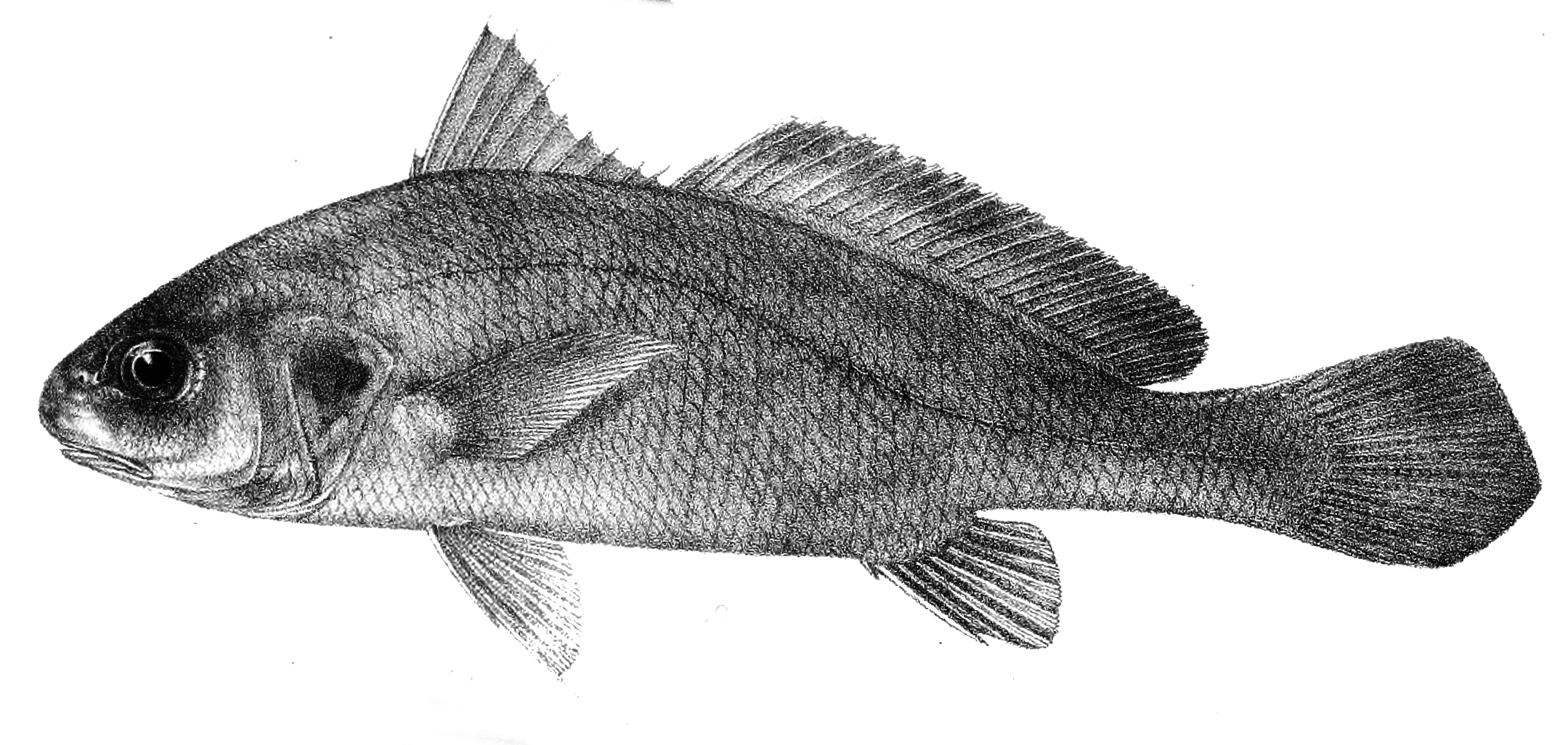
Sciaena glaucus
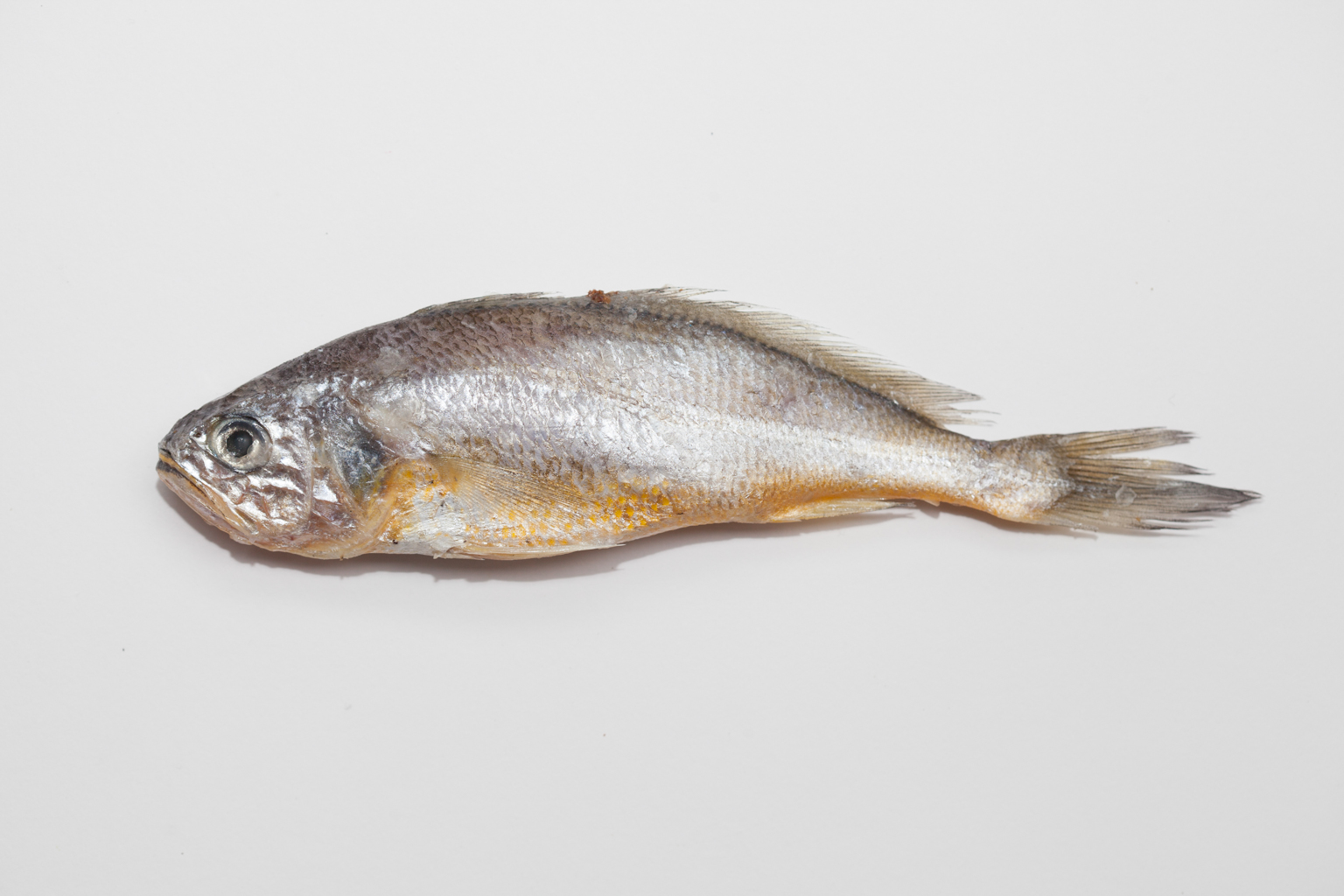
Larimichthys polyactis
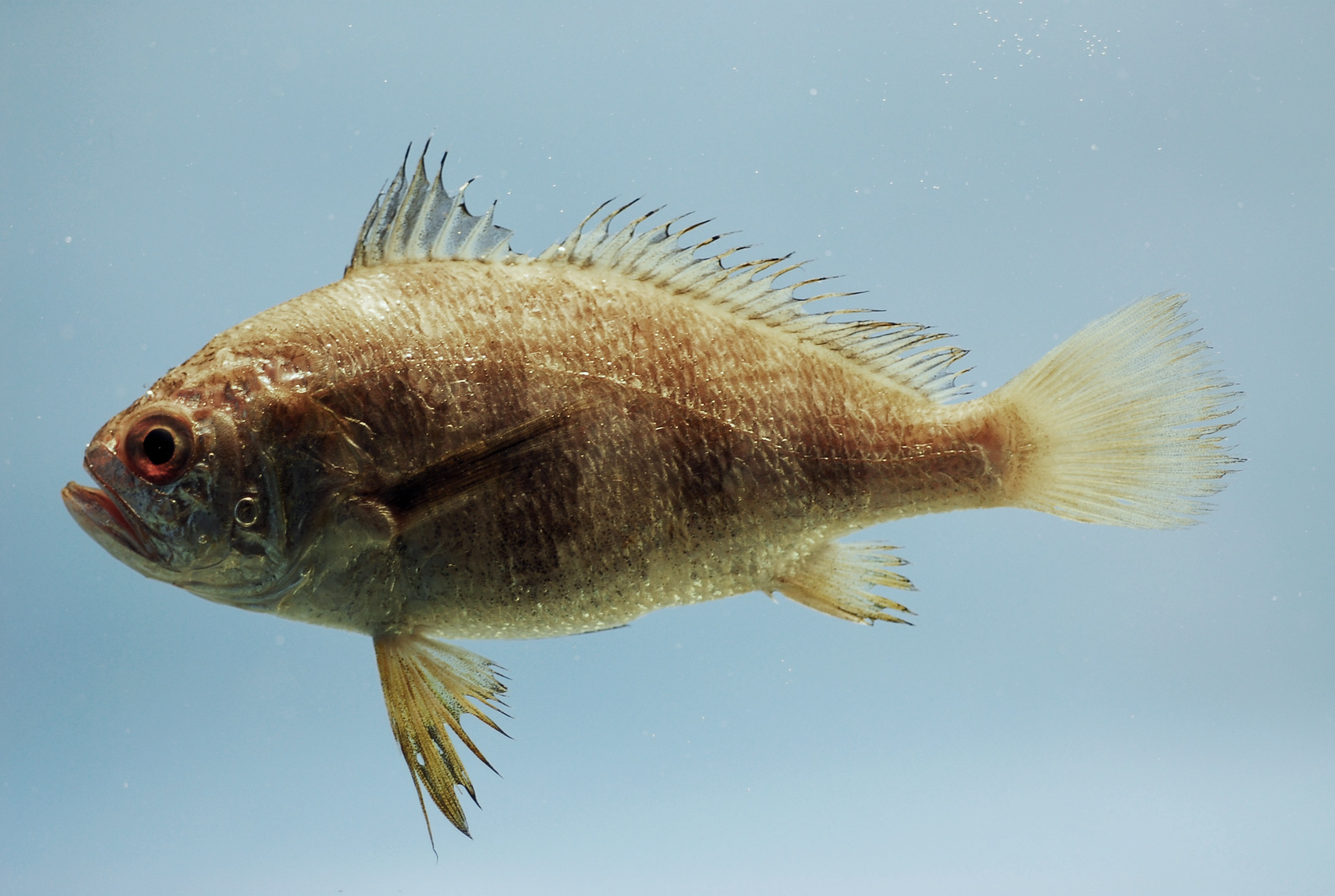
Larimus fasciatus
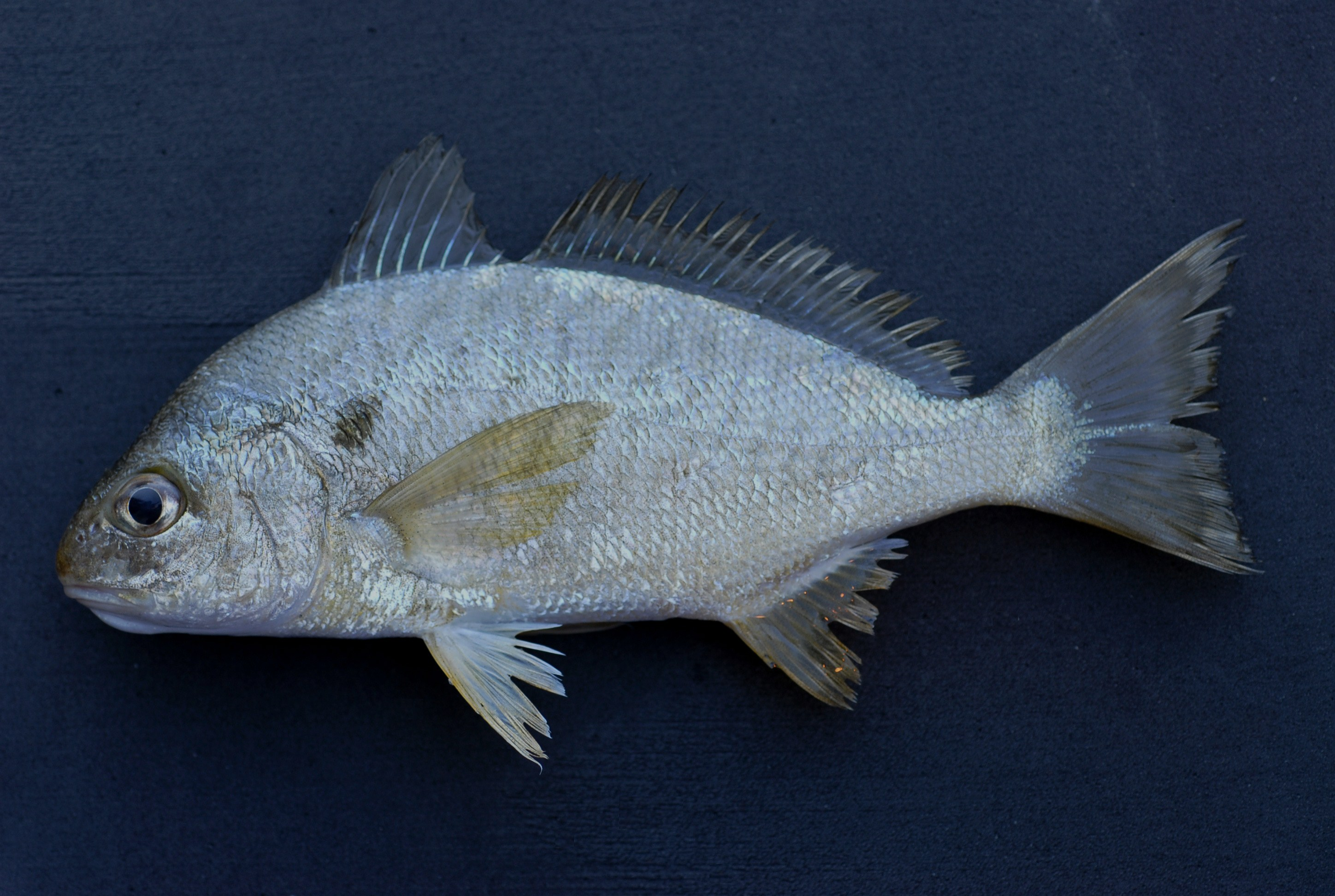
Leiostomus xanthurus
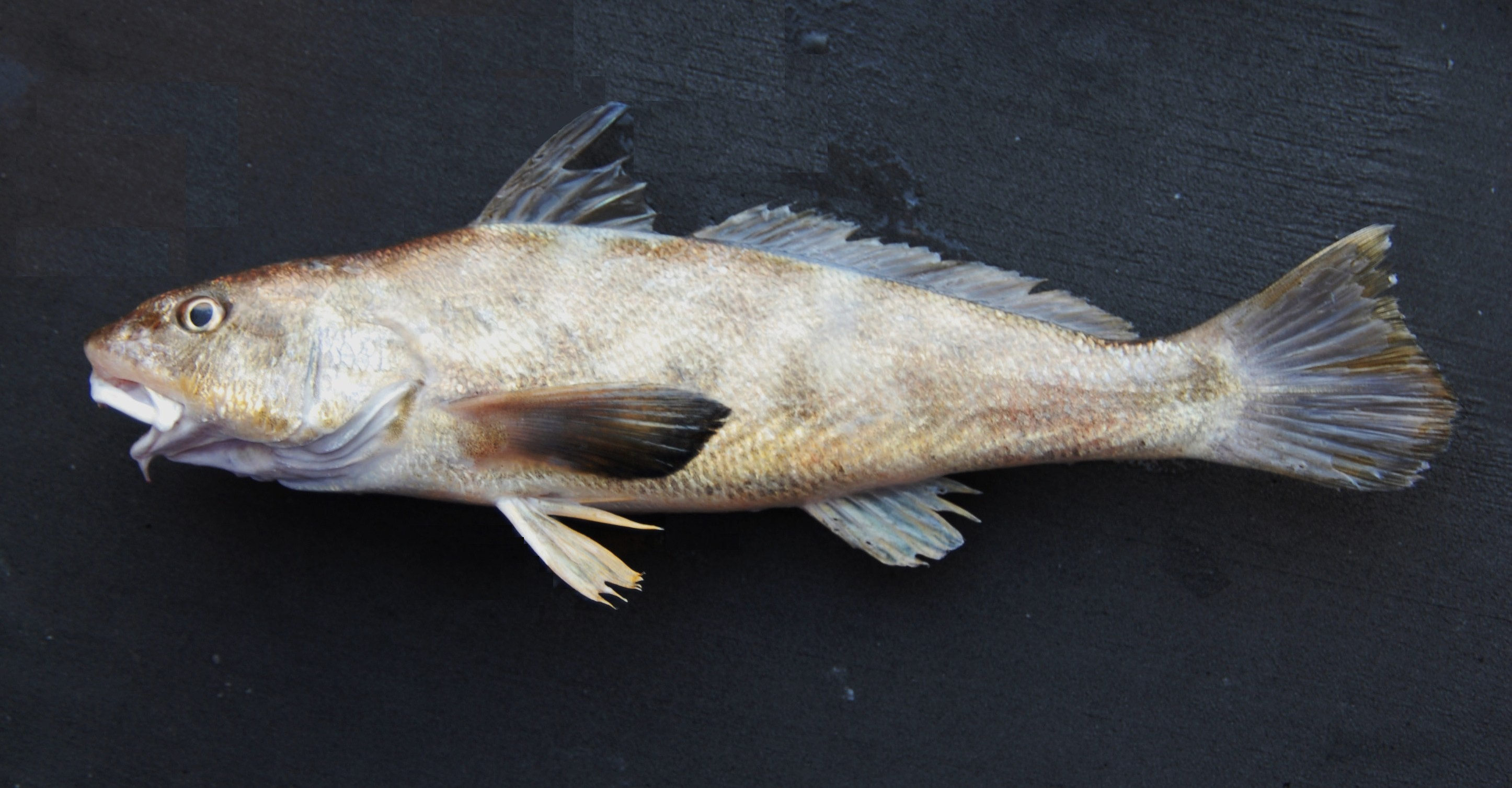
Menticirrhus americanus
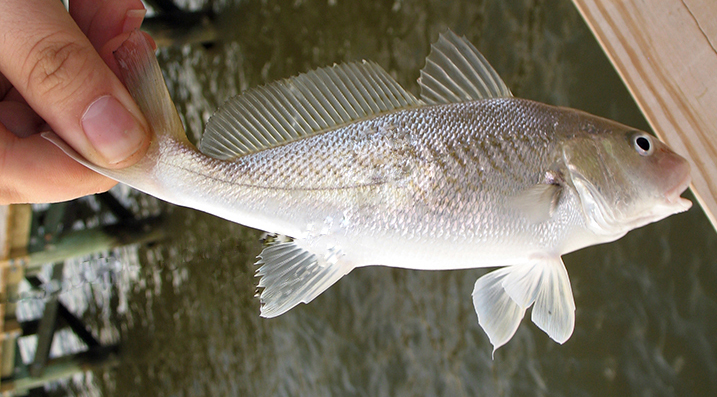
Micropogonias undulatus
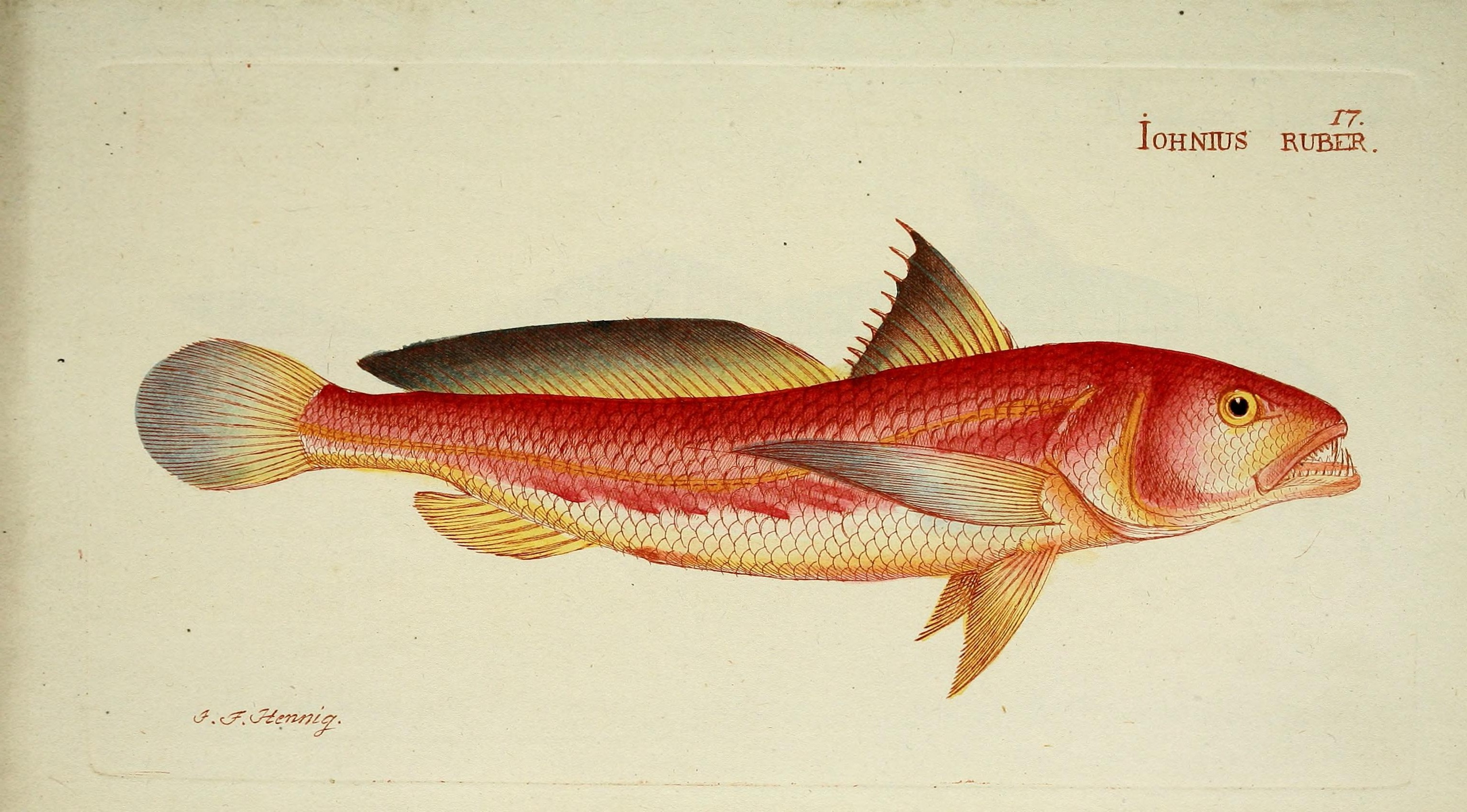
Otolithes ruber
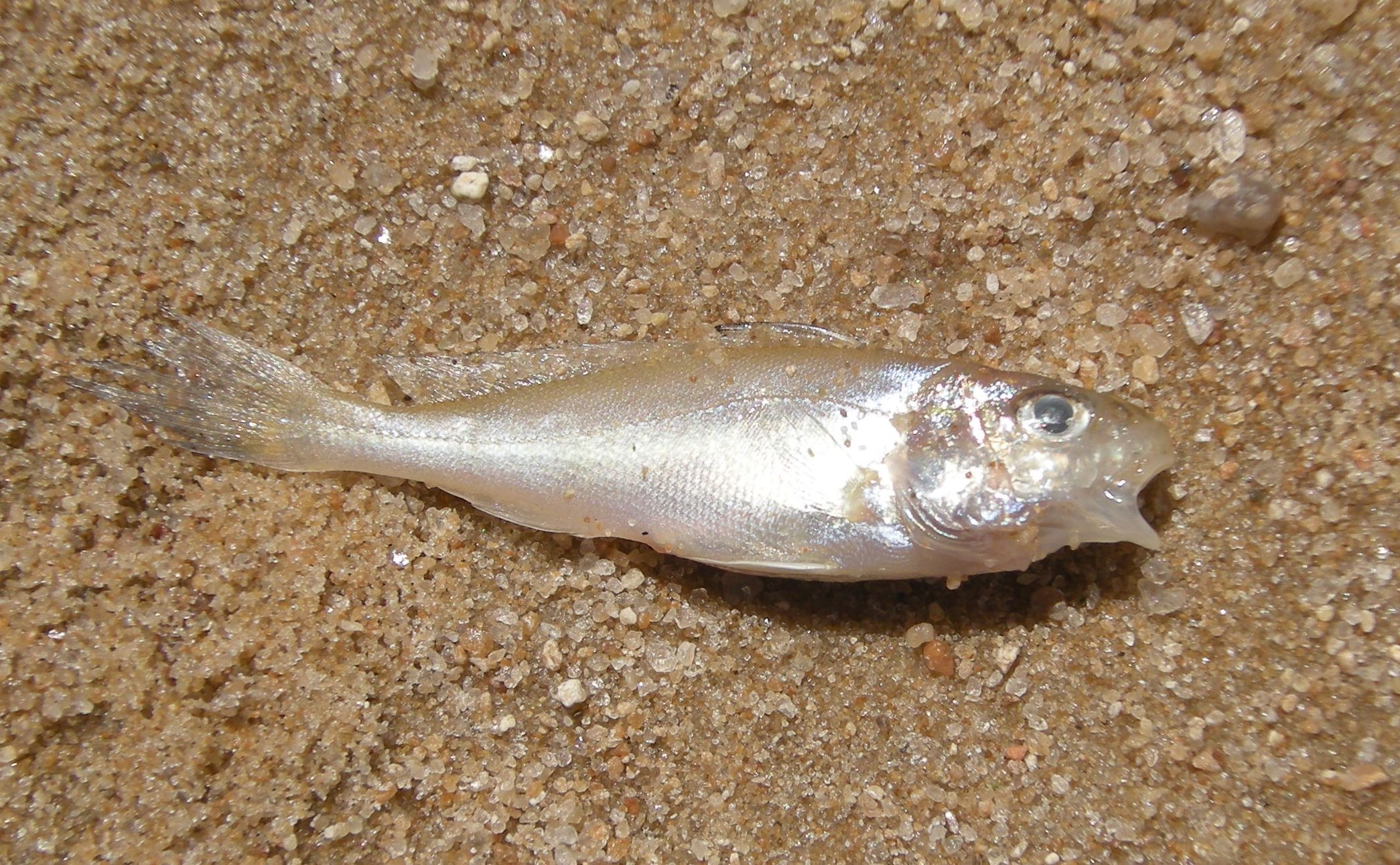
Pachypops fourcroi
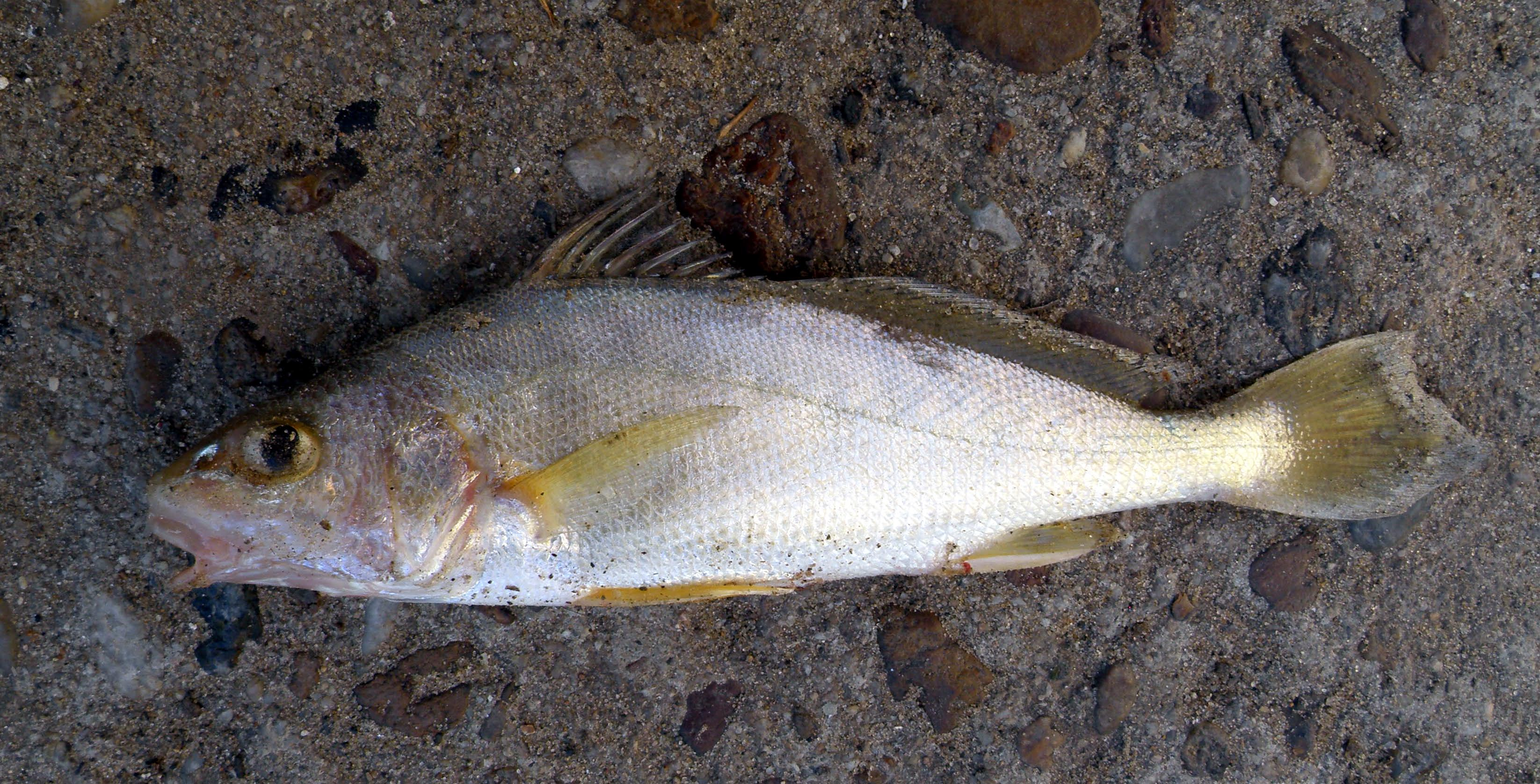
Pachyurus bonariensis
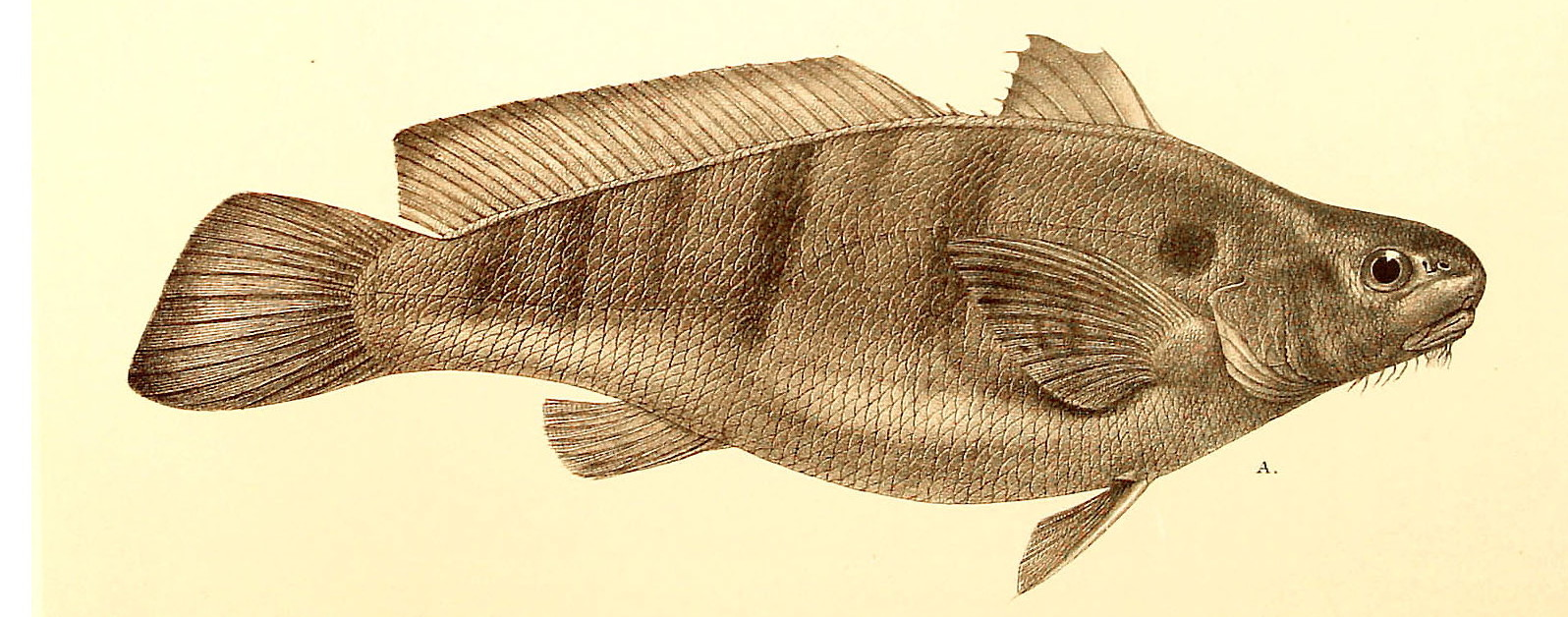
Paralonchurus brasiliensis
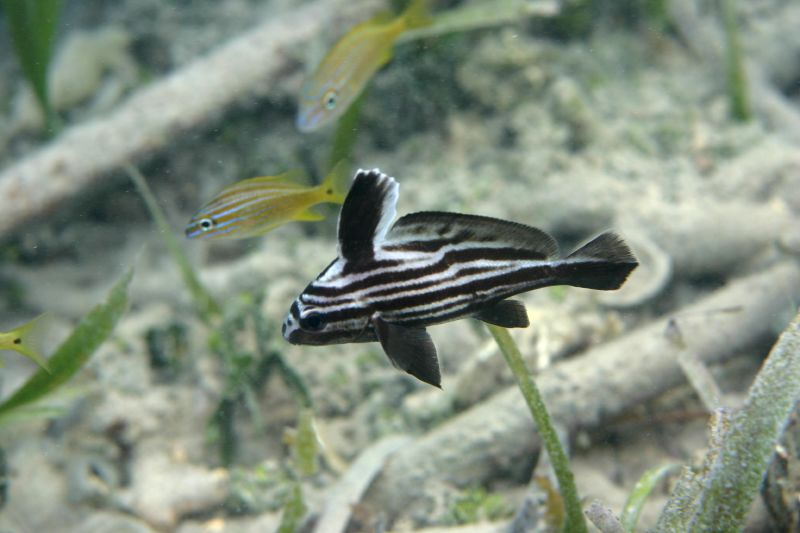
Pareques acuminatus
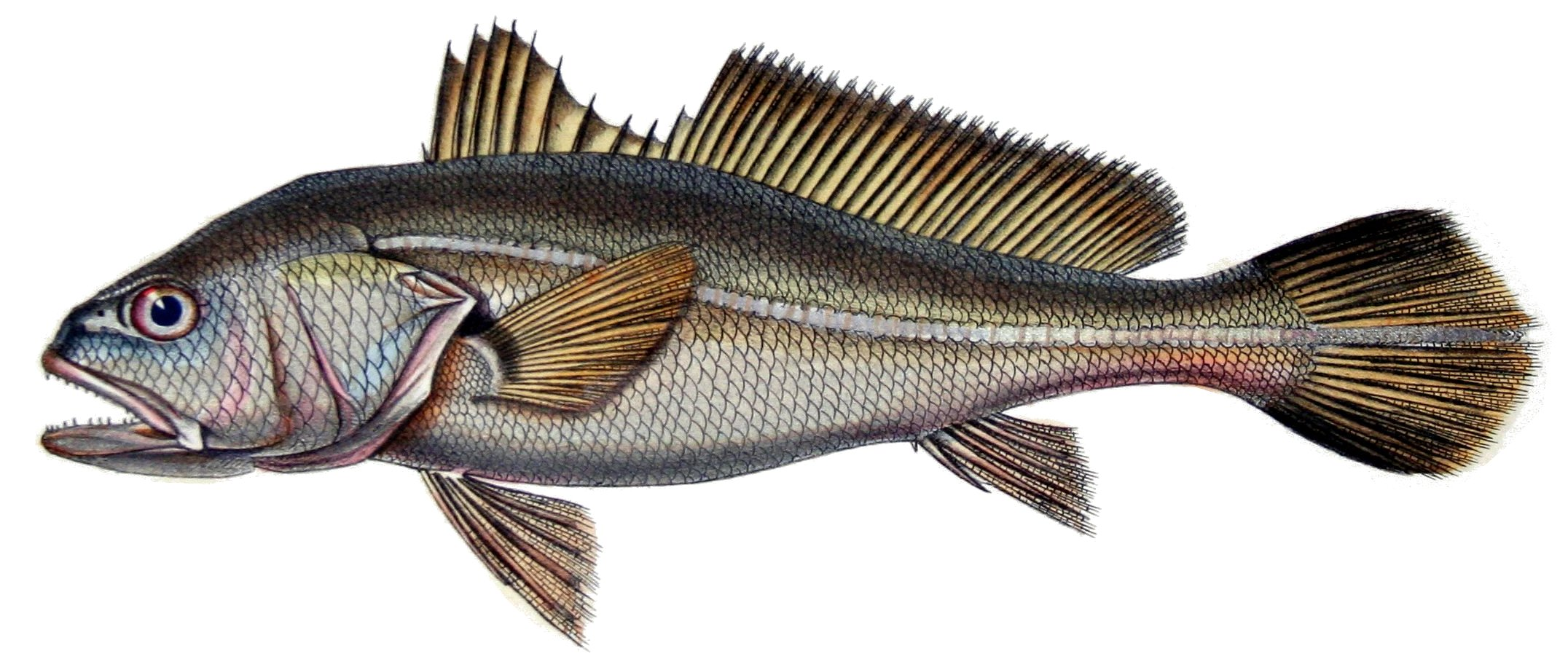
Plagioscion squamosissimus
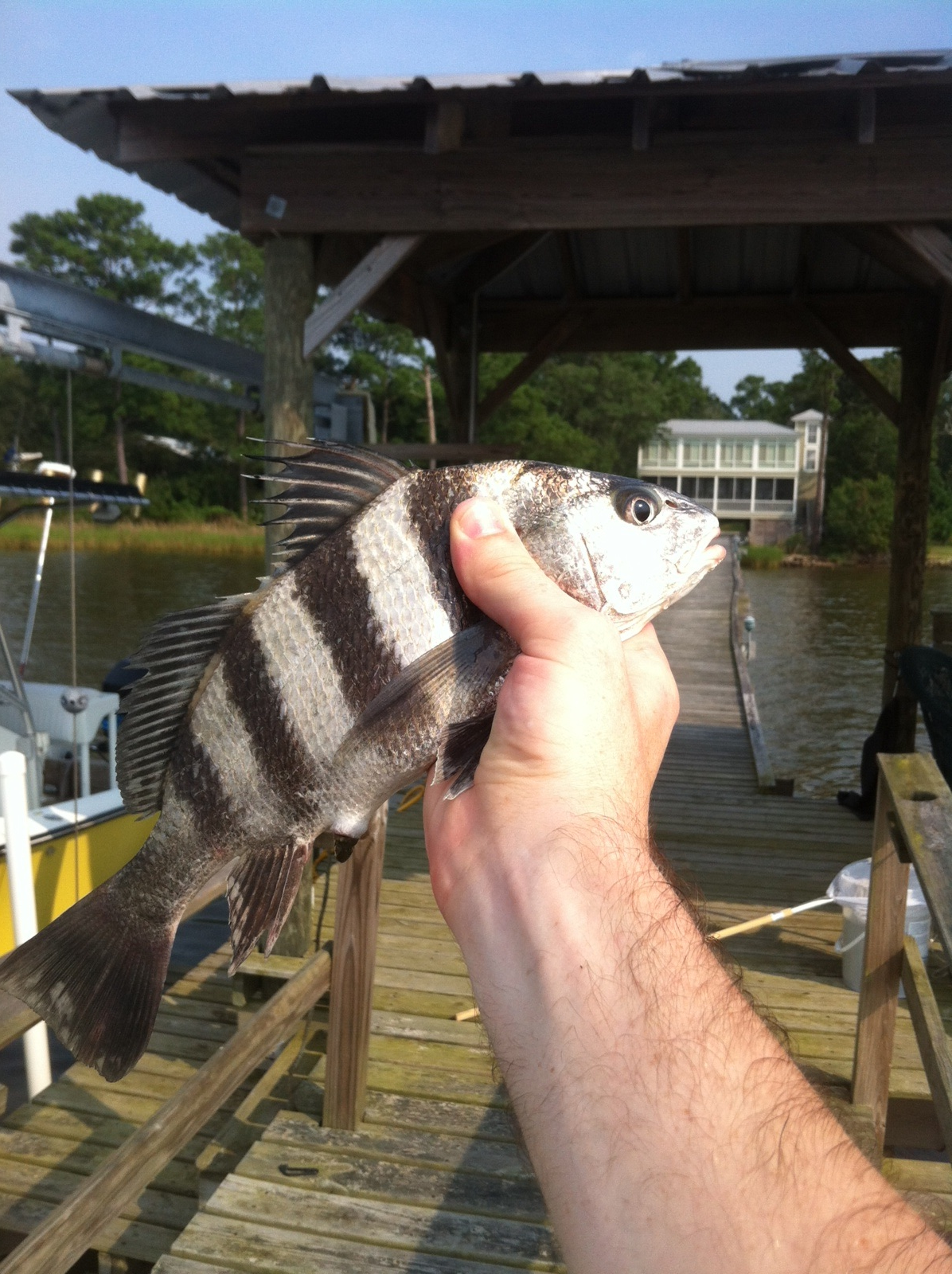
Pogonias cromis
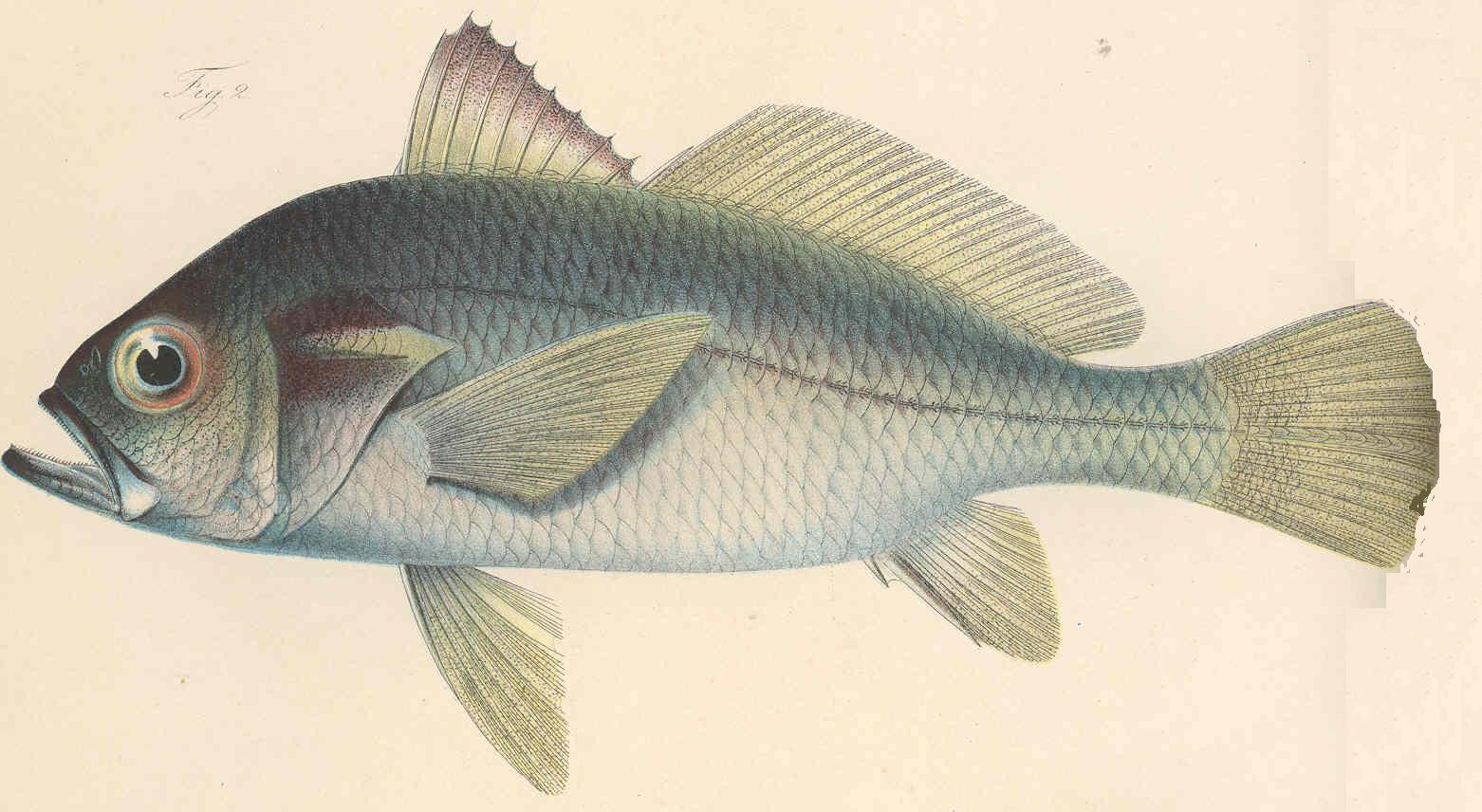
Pteroscion peli
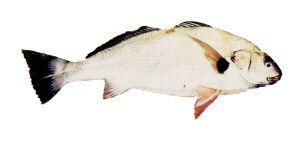
Roncador stearnsii
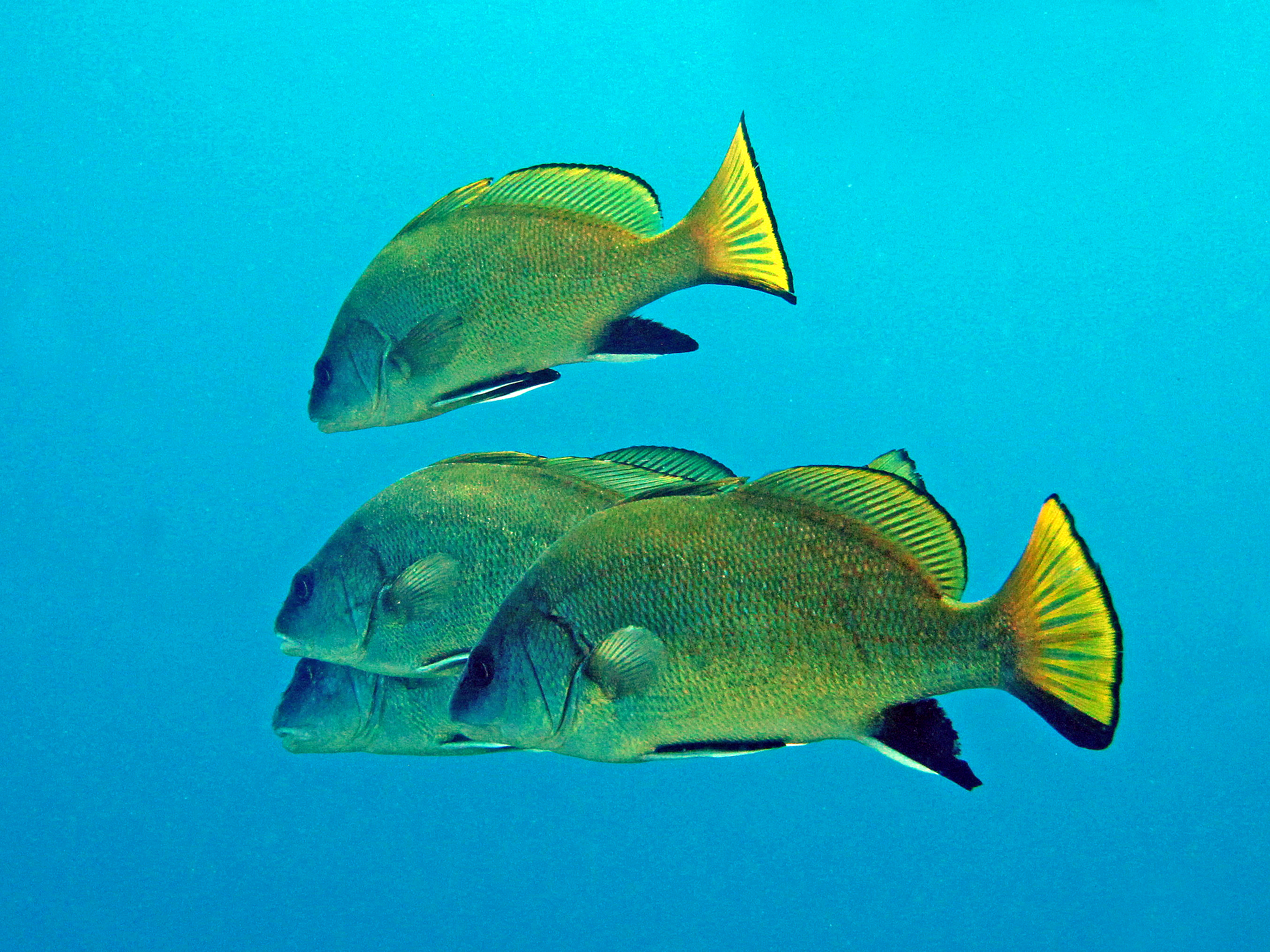
Sciaena umbra
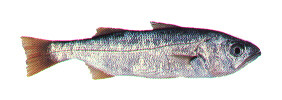
Seriphus politus
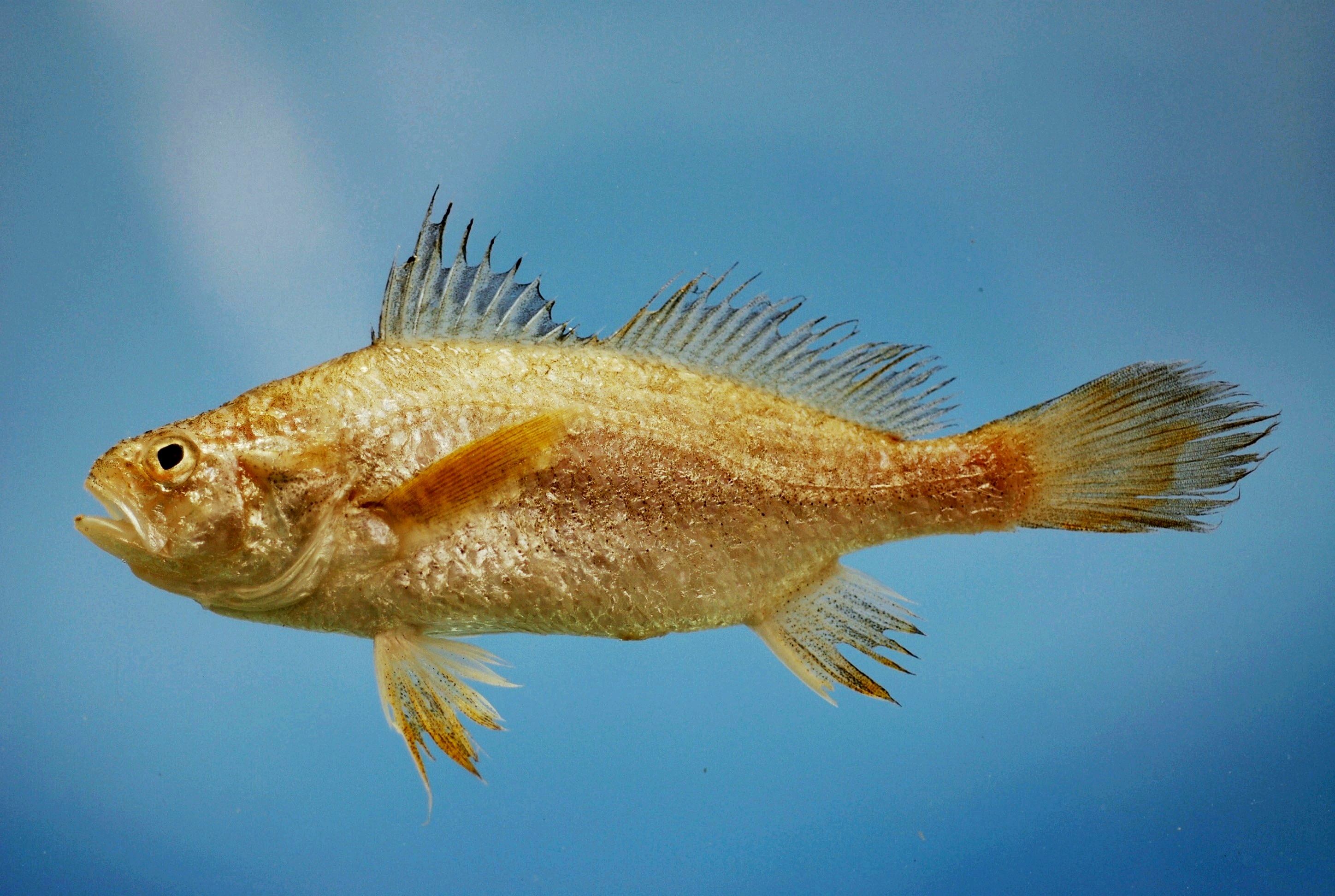
Stellifer lanceolatus
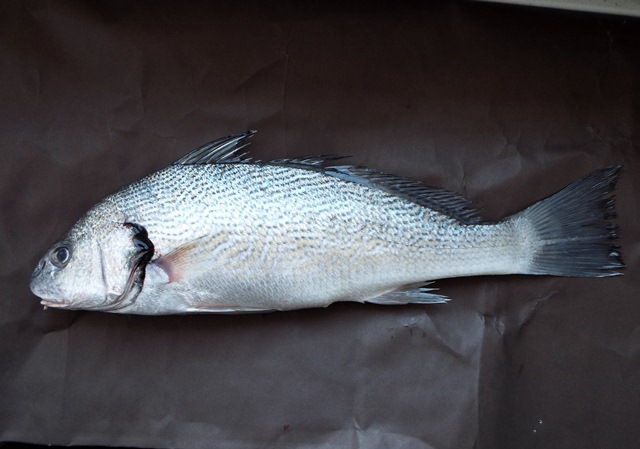
Umbrina cirrosa